# 19456 Pimdouglas
19456 Pimdouglas este un asteroid din centura principală de asteroizi.

## Descriere
19456 Pimdouglas este un asteroid din centura principală de asteroizi. A fost descoperit pe 21 aprilie 1998 la Caussols, în cadrul proiectului ODAS. Asteroidul prezintă o orbită caracterizată de o semiaxă mare de 2,21 ua, o excentricitate de 0,19 și o înclinație de 6,2° în raport cu ecliptica.